# Landmandsliv
Landmandsliv er en dansk operettefilm fra 1965, instrueret af Erik Balling. Balling har også skrevet manuskript med Paul Sarauw efter Fritz Reuters roman Abenteuer des Inspektors Bräsig og Fleming Lynges operette fra 1932. Musikken er af Kai Normann Andersen.

## Medvirkende
- Lone Hertz – Marie Møller, stuepige
- Morten Grunwald – Frits Triddlefitz, karl, Maries tilbeder
- Ellen Winther – Louise Havermann, datter af Karl
- Frits Helmuth – Frantz von Rambow, greve, fætter til Axel
- Helle Virkner – Frida von Rambow, grevinde, gift med Axel
- Holger Juul Hansen – Axel von Rambow, greve af Kristiansgave
- Helge Kjærulff-Schmidt – Zakarias Bræsig, onkel til greverne, godsforvalter
- Poul Reichhardt – Urias Frederiksen, kaldet "Fukse", plattenslager
- Hans Kurt – Markus Mackenfeldt, kaldet "Mukke", plattenslager
- Kirsten Walther – Elvira Victoria Cornelia Hansen, kaldet "Høne", Mukkes veninde
- Pouel Kern – Karl Havermann, godsets inspektør
- Lise Thomsen – dansende kvinde
- Ernst Meyer – Jokum, chauffør
- Kirsten Søberg – kokkepige
- Henny Lindorff Buckhøj – gæst på godset

## Sange
- "Velkommen, velkommen, velkommen" (Kjærulff-Schmidt og kor)
- "Du kan ta' hva' du vil, ikke mig" (Winther og Grunwald)
- "En landmand har det godt" (Kjærulff-Schmidt og kor)
- "Kom og føl mit hjerte banke" (Hertz og Helmuth)
- "Selv om jeg elsker dig" (Virkner og Juul Hansen)
- "Gå med! Gå med!" (Hertz)
- "Tør jeg tro det er sandt" (Winther og Helmuth)
- "Hjertet har stemt sig til fest" (Winther)
- "Undskyld hr., må jeg byde Dem et kirsebær?" (Hertz og Kjærulff-Schmidt)
- "En til dig, en til mig" (Hertz, Winther, Helmuth og Grunwald)
- "Hvorfor er jeg glad?" (Winther)
- "Hvis du gør det med charme" (Reichardt og Kurt)
- "Så skal der danses" (Winther)